# Skogstorpa
Skogstorpa är en stadsdel i Trollhättan beläget norr om Dannebacken och Halvorstorp och söder om E45 och riksväg 42/44/47.
I Skogstorpa finns både tillverkade industri samt butiker. Huvudstråket är Kardanvägen.